# 桜井純恵
桜井 純恵（さくらい すみえ）は日本の音楽家・ソプラノ歌手。川崎市を中心に音楽活動を為し、川崎の歌姫と称されている。代表曲：母恋し（作詞：宇久本政元、作曲：宮良長包）をドラマティックに歌う。

## 略歴
1967年東京都生まれ。1990年国立音楽大学卒業。